# Episodi di Anubis (terza stagione)
La terza stagione della serie televisiva Anubis è stata trasmessa negli Stati Uniti su Nickelodeon dal 3 gennaio al 7 febbraio 2013. Dall'episodio House of Tombs, trasmesso il 25 febbraio 2013, la serie è stata trasmessa sul canale TeenNick fino all'11 aprile 2013.
In Italia è stata trasmessa su Nickelodeon tra il 29 aprile e il 13 giugno 2013.
| n°                   | Titolo originale      | Titolo italiano            | Prima TV USA     | Prima TV Italia |
| -------------------- | --------------------- | -------------------------- | ---------------- | --------------- |
| 1                    | House of Arrivals     | L'arrivo                   | 3 gennaio 2013   | 29 aprile 2013  |
| 2                    | House of Presents     | Il presente                | 3 gennaio 2013   | 30 aprile 2013  |
| 3                    | House of Truth        | La verità                  | 10 gennaio 2013  | 1º maggio 2013  |
| 4                    | House of Hieroglyphs  | I geroglifici              | 10 gennaio 2013  | 2 maggio 2013   |
| 5                    | House of Revelations  | La rivelazione             | 17 gennaio 2013  | 3 maggio 2013   |
| 6                    | House of Questions    | Le domande                 | 17 gennaio 2013  | 6 maggio 2013   |
| 7                    | House of Pi           | L'avventura                | 24 gennaio 2013  | 7 maggio 2013   |
| 8                    | House of Mistrust     | La sfiducia                | 24 gennaio 2013  | 8 maggio 2013   |
| 9                    | House of Trickery     | L'inganno                  | 31 gennaio 2013  | 9 maggio 2013   |
| 10                   | House of Unity        | L'unità                    | 31 gennaio 2013  | 10 maggio 2013  |
| 11                   | House of Entrapment   | L'intrappolamento          | 7 febbraio 2013  | 13 maggio 2013  |
| 12                   | House of Sisters      | La sorella                 | 7 febbraio 2013  | 14 maggio 2013  |
| 13                   | House of Tombs        | La cripta                  | 25 febbraio 2013 | 15 maggio 2013  |
| 14                   | House of Smuggling    | Il contrabbando            | 26 febbraio 2013 | 16 maggio 2013  |
| 15                   | House of Anticipation | L'anticipazione del rito   | 27 febbraio 2013 | 17 maggio 2013  |
| 16                   | House of Close Calls  | Chiamate ravvicinate       | 28 febbraio 2013 | 20 maggio 2013  |
| 17                   | House of Hustle       | Il trambusto               | 4 marzo 2013     | 21 maggio 2013  |
| 18                   | House of Set-Up       | Set-Up                     | 5 marzo 2013     | 22 maggio 2013  |
| 19                   | House of History      | La storia                  | 6 marzo 2013     | 23 maggio 2013  |
| 20                   | House of Eclipse      | L'eclissi                  | 7 marzo 2013     | 24 maggio 2013  |
| 21                   | House of Awakening    | Il risveglio di Robert     | 11 marzo 2013    | 27 maggio 2013  |
| 22                   | House of Sarcophagi   | I sarfcofagi dei peccatori | 12 marzo 2013    | 28 maggio 2013  |
| 23                   | House of Possession   | Possessione                | 13 marzo 2013    | 29 maggio 2013  |
| 24                   | House of Greed        | Avidità                    | 14 marzo 2013    | 30 maggio 2013  |
| 25                   | House of Deceptions   | Gli inganni                | 18 marzo 2013    | 31 maggio 2013  |
| 26                   | House of Rainbows     | Gli arcobaleni             | 19 marzo 2013    | 3 giugno 2013   |
| 27                   | House of Enemies      | Nemici                     | 20 marzo 2013    | 4 giugno 2013   |
| 28                   | House of Surprise     | La sorpresa                | 21 marzo 2013    | 5 giugno 2013   |
| 29                   | House of Winning      | La vittoria                | 25 marzo 2013    | 6 giugno 2013   |
| 30                   | House of Moonlighting | La luce e la Luna          | 26 marzo 2013    | 7 giugno 2013   |
| 31                   | House of Treachery    | Il tradimento              | 27 marzo 2013    | 10 giugno 2013  |
| 32                   | House of Imposters    | Impostori                  | 28 marzo 2013    | 10 giugno 2013  |
| 33                   | House of Cunning      | Astuta                     | 1º aprile 2013   | 11 giugno 2013  |
| 34                   | House of Suspicion    | Sospetto                   | 2 aprile 2013    | 11 giugno 2013  |
| 35                   | House of Capture      | La cattura                 | 3 aprile 2013    | 12 giugno 2013  |
| 36                   | House of Heartbreak   | Un CrepaCuore              | 4 aprile 2013    | 12 giugno 2013  |
| 37                   | House of Hog          | Quasi vicini               | 8 aprile 2013    | 13 giugno 2013  |
| 38                   | House of Defeat       | Il bastone di Osiride      | 9 aprile 2013    | 13 giugno 2013  |
| 39                   | House of Ammut        | Ammut                      | 10 aprile 2013   | 13 giugno 2013  |
| 40                   | House of Heroes       | Eroici                     | 11 aprile 2013   | 13 giugno 2013  |
| Speciale             |                       |                            |                  |                 |
| The Touchstone of Ra | The Touchstone of Ra  | Anubis - La pietra di Ra   | 17 giugno 2013   | 14 giugno 2013  |

## L'arrivo
- Titolo originale: House of Arrivals

### Trama
Eddie è pronto ad affrontare il suo ruolo (l'Osiriano). A casa Anubis arriva una nuova ragazza.

## Il presente

### Trama
Gli studenti iniziano ad arrivare di nuovo ad Anubis per il nuovo anno scolastico. La gioia arriva, Fabian apre la porta di un taxi, aspettandosi di vedere Nina, ma trova Eddie al suo posto. Eddie dopo essere andato nella sua camera ha una visione e vede che nel suo armadio c'è una ragazza con suo nonno, in un ospedale, e il nonno dice che si stava per risvegliare il male e per salavre tutto il mondo serviva una chiave speciale. Alla fine gliel'ha data ed è subito morto. Appena KT ha lasciato le sue cosa a casa Anubis, Eddie la nota e comincia ad essere confunsionario. Eddie la vede con la foto del suo nonno e con la chiave speciale, quindi si insospettisce e tocca la chiave facendo una visione piuttosto spaventosa e ora è sicuro che il male si risveglierà.

## La verità

### Trama
Eddie, avendo una visione toccando la chiave del nonno di K.T., prevede che il male si risveglierà, così decide di aiutarla.

## I Geroglifici

### Trama
Eddie e KT diventano amici e vogliono scoprire cosa apre la chiave speciale. Non apre nessuna porta di casa Anubis, per questo vanno alla casa della Demby e si apre la porta centrale del soggiorno. Salgono e vedono qualcosa di pauroso. Quello che vedono è un dormiente. Appena la Demby arriva a casa sua sente dei rumori e controlla la stanza dove sono andati Eddie e KT che si sono nascosti nei sarcofagi e lei non si accorge di nulla. È il compleanno di Amber e le stanno organizzando una festa a sorpresa. Quando comincia la festa Eddie e Fabian litigano perché Fabian pensa che Eddie sia stato con Nina, ma in realtà la lettera dice che Nina doveva stare lontano da lui perché la Prescelta e l'Osiriano non possono stare vicini. Suona il telefono di Amber, e Alfie risponde al posto di lei. Ha chiamato la scuola di moda di New York e Alfie fa in mondo di non farlo scoprire ad Amber perché non vuole che lei vada via da casa Anubis.

## La rivelazione

### Trama
Eddie e K.T., entrati nella stanza segreta, scoprono che nella capsula c'è un uomo che dorme. La professoressa Denby è sospettosa che sia entrato qualcuno nella sua casa.

## Le domande

### Trama
Eddie e KT trovano una chiave simile nella borsa della Demby col sole disegnato sopra e vogliono scoprire di più: così aprono il suo computer e scoprono che nei documenti non c'è la sua foto ma quella di sua sorella. Ma loro due ancora non l'hanno scoperto.

## L'avventura

### Trama
Ambre e Alfie chiedono a Fabian di tradurre i geroglifici. Per trovare più simboli si avventurano nella casa della Denby ma Amber rimane nella stanza col dormiente.

## La sfiducia

### Trama
I ragazzi dei Sibuna vanno alla casa della Demby per trovare altri simboli e Amber rimane intrappolata lì. Con una punizione data a Jerome e Willow loro due si fidanzano ma Jerome è fidanzato anche con Mara.

## L'inganno

### Trama
La professoressa Demby scopre che Amber è nella stanza del dormiente, arrivato Victor la minaccia per farle raccontare una falsa storia della sua strana assenza al progetto del business a suo padre.

## L'unità

### Trama
Amber ormai se n'è andata dalla scuola, ma quella stessa sera raduna i Sibuna per salutarli e dirgli di ricomporre i Sibuna.

## L'intrappolamento

### Trama
I ragazzi dei Sibuna scoprono l'identità dell'uomo nella capsula e Eddie continua a fare ricerche sulla professoressa Denby.

## La sorella

### Trama
Eddie ha avuto una visione e vede che c'è una signora in un ospedale.

## La cripta

### Trama
I Sibuna vanno nell'ospedale e trovano la signora della visione di Eddie, lei si chiama proprio come la loro professoressa e gli informa che sua sorella (Caroline Denby) vuole risvegliare il male.

## Il contrabbando

### Trama
È il giorno dell'Open - Day dove i ragazzi mostrano le loro qualità, ma la Denby perde Robert e tutti gli invitati si trovano in imbarazzo.

## L'anticipazione del rito

### Trama
I ragazzi provano a risvegliare Robert per fermare la Denby che lo risveglierà cattivo, ma lei lo trova nella cripta e prende anche il foglio con la formula del rito.

## Chiamate ravvicinate

### Trama
Il professor Sweet vuol fare partecipare ad un progetto dell'eclissi tutta la scuola con Mara e Willow; Joy, Jerome, Patricia e Alfie.

## Il trambusto

### Trama
La Denby per il rito ha bisogno di Joy e Jerome per questo, con l'inganno, gli dice che in storia hanno preso un brutto voto.

## Set-Up

### Trama
I ragazzi (Joy, Jerome, Alfie e Patricia) sono già a casa della Denby per eseguire il rito. Fabian, K.T. e Eddie sanno che oltre a K.T. ci sono altri discendenti di Robert che sono: Joy, Jerome, Alfie e Patricia.

## La storia

### Trama
Fabian, K.T. e Eddie vedono un video dove, dopo aver rubato dalla tomba di Tutankhamon, è stato maledetto da Anubi Robert (il dormiente)

## L'eclissi

### Trama
Patricia, Alfie, Joy e Jerome eseguono il rito con i professori, ma Eddie, K.T. e Fabian li fermano.

## Il risveglio di Robert

### Trama
I Sibuna credono di aver fermato i professori a svegliare Robert cattivo, ma, grazie ad una visione di Eddie, scoprono che in realtà è sveglio e K.T. pensa che sia un inganno.

## I sarcofagi dei peccatori
Carolien Denby ha visto Robert sveglio e lui gli dice di rimanere nella stanza dei sarcofagi per catturare i cinque peccatori per Ammut.

## Possessione

### Trama
Victor va a casa della Denby e scopre che Caroline ha sua sorella Harriet nella casa e, oltre a lei, anche Robert: Victor si è arrabbiato dell'inganno di Caroline, così Robert approfitta di avere il suo primo peccatore.

## Avidità

### Trama
I Sibuna vedono Harriet nella casa della Denby e Eddie viene minacciato da Victor dopo che è diventato un oeccatore, K.T., adesso, crede veramente che Robert è cattivo.

## Gli inganni

### Trama
Robert continua a cercare i peccatori con l'aiuto della Denby e di Victor, la Denby fa il possibile per non far arrabbiare Robert dell'assenza degli altri quattro peccatori.

## Gli arcobaleni

### Trama
Arriva a Casa Iside uno studente antipatico nei confronti di Eddie. I Sibuna sospettano ancora di Robert, voglione capire i suoi piani malvagi.

## Nemici

### Trama
Ben, il nuovo arrivato che si appoggerà per qualche giorno a Casa Iside, e Eddie litigano, così Ben decide di fare una sfida a Dodgeball con Casa Anubis. La professoressa Denby sa come far diventare peccatrice Patricia.

## La sorpresa

### Trama
Mentre casa Iside si allena per la sfida di Dodgeball Eddie è geloso di Ben perché vuole fare colpo su Patricia e lei ha una cotta per lui.

## La vittoria

### Trama
Casa Anubis vince al tornea di Dodgeball e K.T. trova una stanza segreta battendo la testa per terra.

## La luce e la Luna

### Trama
I Sibuna trovano K.T. nella stanza segreta e Robert fa peccatore un membro dei Sibuna avendo così 2 peccatori per aiutarlo a catturarne altri.

## Il tradimento

### Trama
Patricia tradisce i Sibuna, ma con il DNA scopre che K.T. è la peccatrice.

## Impostori

### Trama
I Sibuna chiudono a chiave K.T. nella sua stanza, ma in realtà Patricia è la vera peccatrice e di conseguenza tradisce di Sibuna.

## Astusa

### Trama
K.T. fa in modo che scappi da Casa Anubis e Patricia continua a nascondere il segreto di peccatrice.

## Sospetto

### Trama
Fabian scopre che Patricia è una peccatrice e successivamente Robert finge di essere malato e fa in modo che fa come peccatore Fabian.

## La cattura

### Trama
Fabian diventa un peccatore e finge di non esserlo ma adesso è anche complice con Patricia, Victor e Robert.

## Un CrepaCuore

### Trama
Mentre i Sibuna cercano il manufatto a casa della Denby, Alfie viene catturato da Robert e diventa il suo quarto peccatore. Dopo Alfie offende la sua fidanzata Willow.

## Quasi vicini

### Trama
Eddie e K.T. sono gli unici ora ad essere i buoni dei Sibuna e cercano i manufatti per completare il Bastone di Osiride. Il professor Sweet è diventato peccatore.

## Il bastone di Osiride

### Trama
Eddie e K.T. mettono il Bastone di Osiride al centro della stanza dei Sarcofagi con l'inganno. Ora si può risvegliare Ammut!

## Ammut

### Trama
Ammut è sveglia e vuole altri peccatori (tutta la scuola) per dominare il mondo intero. Nel frattempo Harriet è scappata dall'ospedale e aiuta i ragazzi a salvare il mondo.

## Eroici

### Trama
Willow è diventata peccatrice come il resto della scuola e K.T. finge di esserlo perché aveva con sé la chiave con la luna. Con la chiave col sole e con la chiave con la luna sì può riportare Ammut nel suo mondo e salvare il mondo intero. I Sibuna ce la fanno e si trovano al completo fino ai fuochi di artificio.